# Astrolabio de Barcelona
El astrolabio de Barcelona está considerado como el más antiguo astrolabio con caracteres carolingios que haya sobrevivido en el Occidente cristiano.

## Descubrimiento y conservación
El investigador francés Marcel Destombes hizo el hallazgo de este astrolabio, y lo dejó como legado al Instituto del Mundo Árabe de París en 1983.
La Real Academia de Ciencias y Artes de Barcelona pidió el astrolabio en préstamo al Instituto del Mundo Árabe, para hacer una copia que hoy se puede ver en la sede de la Academia en la Rambla de Barcelona.

## Descripción
Este astrolabio presenta algunas características inusuales. Todas las inscripciones están en latín. Da a entender por lo tanto que el instrumento fue hecho en la Europa cristiana. Los punteros de su «araña» indican dieciocho estrellas: diez estrellas boreales y ocho estrellas australes (es decir, situadas por debajo del ecuador). Once de ellas corresponden a la fecha de 980 d. C. Aun así, los nombres de las estrellas no se han grabado sobre el latón. Las palabras «ROMA» y «FRANCIA» están grabadas en caracteres latinos en uno de los tímpanos. Estos caracteres van acompañados de los números 41-30 (en cifras arábigas). Los caracteres son idénticos a los utilizados a finales del siglo X en los manuscritos en latín de Cataluña, que era en aquel momento parte de la Francia carolingia. Esto explicaría la presencia de la palabra «FRANCIA». Las cifras expresadas en grados y minutos: 41° 30′, se corresponden exactamente con la latitud de Barcelona.
El hecho de tener grabada la fecha 980 d. C. y la latitud de Barcelona (41-30), cuando en aquellas fechas era arcediano Sunifred Llobet, a quien se le atribuye la autoría del ms.225 de Ripoll donde hay la descripción de un astrolabio, ha llevado a atribuir la paternidad del astrolabio a este famoso astrónomo, también conocido con el nombre de Lupitus Barchinonensis

## Ficha
- Nombre: Astrolabio de Barcelona
- Lugar de fabricación: Barcelona, Principado de Cataluña
- Fecha / periodo: Hacia el año 980
- Materiales y técnica: Latón decorado con grabados
- Dimensiones: 15,2 cm de diámetro
- Conservación (ciudad): París
- Conservación (lugar): Legado de Marcel Destombes al Musée de l'Institut du Monde Árabe (París)
- Número de inventario: AY 86-31